# HMS Expedition (1679)
La HMS Expedition era un vascello di terza classe, da 70 cannoni della Royal Navy, costruita dai Portsmouth Dockyard, e varata il 10 settembre 1679, secondo il programma di costruzione del 1677. È il terzo vascello della Royal Navy di una serie di sei a portare il nome Expedition, la prima fu una nave francese da 20 cannoni catturata nel 1618 rimasta in servizio fino al 1652. e dopo il cambio di nome, fu la prima nave a essere denominata Prince Frederick nella Royal Navy.
La HMS Expedition fu insignita degli onori di battaglia "Barfleur 1692", e "Marbella 1705". mentre come HMS Prince Frederick, fu insignita degli onori di battaglia "Finisterre 1747", "Louisburg 1758", e "Quebec 1759".

## Servizio 1679-1699
La HMS Expedition fu commissionata nel 1689 sotto il comando del capitano John Clements e prese parte alla battaglia di Beachy Head il 30 giugno 1690. Nel 1691 fu sotto il comando del capitano Edward Dover fino alla sua morte, avvenuta il 16 novembre 1695. Combatté nella Battaglia di Barfleur-La Hogue dal 19 al 22 maggio 1692. Il capitano John Shovell rimase al comando nel novembre 1695 fino alla sua morte, avvenuta l'11 aprile 1697. Il capitano James Stewart assunse il comando dell'Expedition nell'aprile del 1697. Entrò in azione il 23 agosto 1697. Nel 1699 il capitano Lord Archibald Hamilton era il suo comandante.
Dopo la fine della guerra civile inglese, secondo il Programma di costruzione del 1677 la HMS Expedition fu ricostruita a Chatham Dockyard sotto la guida del maestro d'ascia Daniel Furzer e varata nel 1699.
Probabilmente mantenne il suo armamento come affermato nell'Istituzione del 1685, anche se non è chiaro se sia stato cambiato in seguito nell'Istituzione del 1703. In ogni caso il suo armamento totale ammontava ad almeno 70 cannoni.
Con lo scoppio della guerra di successione spagnola (1702-1712), fu affidata al comando del capitano John Knapp per il servizio nello squadrone del contrammiraglio Sir Stafford Fairborne per la battaglia di Cadice, in Spagna. Lo squadrone dell'ammiraglio Fairborne fu distaccato in ricognizione a La Coruña per le navi francesi il 22 luglio, ma non trovando nulla, si ricongiunsero alla flotta di Sir George Rooke in mare l'8 agosto. La flotta arrivò alla Baia dei Tori (a nord di Cadice) il 12 ripartendo il 18 settembre.
Il 21 settembre si seppe che una flotta francese e navi della flotta spagnola del tesoro si trovavano nelle vicinanze della baia di Vigo. L'11 si tenne un consiglio di guerra per determinare le navi che sarebbero entrate inizialmente nella baia. La HMS Expedition non fu scelta e rimase al largo dell'ingresso della baia. Tornò in Inghilterra e nel luglio del 1704 risultava essere a Portsmouth senza capitano assegnato.
Nel 1705 fu affidata al comando del capitano Thomas Coale nello squadrone del contrammiraglio Thomas Dilke combatté nella battaglia di Marbella il 10 marzo 1705. Durante l'azione due navi francesi, la Magnanime (74) e la Lys (86), furono spinte a riva e bruciate, tre navi francesi furono catturate, l'Arrogant da 60 cannoni, l'Ardent da 66 cannoni e la Marquis da 66 cannoni.

### La Jamaica Station

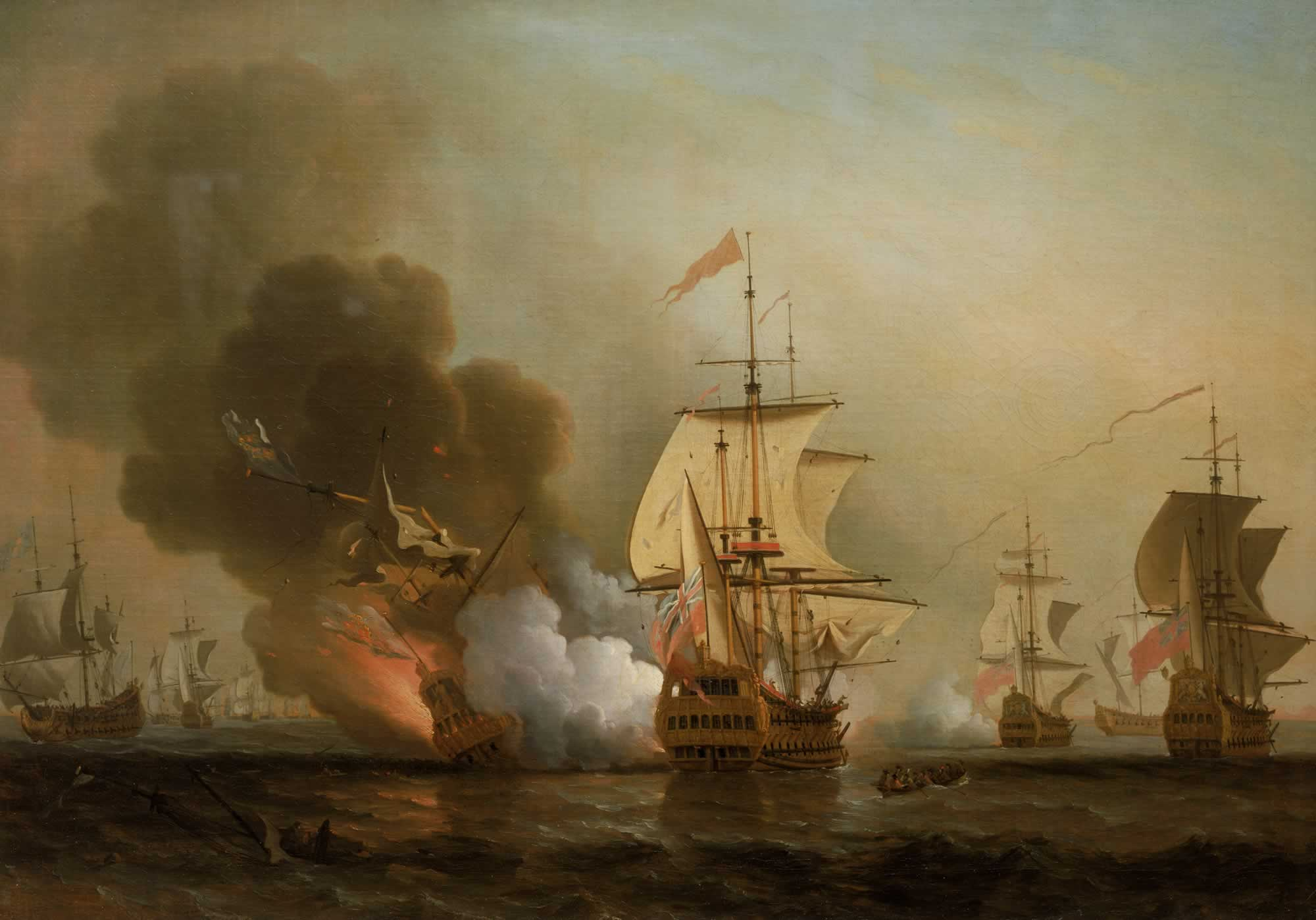
l'HMS Expedition in primo piano nell'Azione di Wager a Cartagena il 28 maggio 1708 contro il galeone spagnolo San José

Nel 1706 HMS Expedition salpò per il Brasile. sotto il comando prima del capitano Edward Windsor poi nel 1708 sotto il comando del capitano Henry Long divenne la nave ammiraglia del commodoro Charles Wager per le operazioni nelle Indie occidentali.
Con l'intento di attaccare la Flotta spagnola del tesoro prima che arrivasse a L'Avana, Cuba, il commodoro Wager salpò nel gennaio 1708 dalla Jamaica Station per intercettare queste navi. Dopo due mesi si scoprì che le navi non sarebbero salpate prima del 1º maggio pertanto tornò a Port Royal, dove salpò di nuovo il 14 aprile. Le navi furono avvistate il 28 maggio in direzione di Cartagena e ingaggiate nell'Azione di Wager il 28 maggio 1708. Due vascelli spagnoli da 64 cannoni furono distrutti e un vascello da 44 cannoni fu catturato. Dopo l'azione i capitani della Portland e della Kingston furono processati dalla corte marziale e, licenziati dalle loro navi, non servirono mai più

## Ribattezzata HMSPrince Frederick
Arrivò a Portsmouth l'11 marzo 1709 per essere smantellata e ricostruita, sotto la guida del maestro d'ascia Richard Stacey e fu varata il 16 agosto 1714. Il 2 gennaio 1715 fu ribattezzata HMS ''Prince Frederick'' in onore di Federico, principe del Galles, figlio del re Giorgio I.
Sotto il comando del capitano Covill Mayne fu assegnata per il servizio con la Baltic Fleet dell'ammiraglio John Norris nel Baltico rientrando poi in Inghilterra in ottobre. Nel 1718, fu sotto il comando del capitano Robert Haward come nave ammiraglia del contrammiraglio James Mighells rimase nelle acque nazionali. Nella primavera del 1719, 1720 e 1721 fu equipaggiata per le operazioni nel Baltico. Nel maggio 1719 era al comando del capitano Edward St Lo. Il 16 aprile 1720 salpò nuovamente per il Baltico con John Norris, tornando a novembre e tornò di nuovo nel Baltico nel 1721 in occasione del blocco navale di Reval. Dopo che la pace fu ristabilita il 20 ottobre 1721 rientrò al porto di Nore. Nel 1723 fu mantenuta come nave di guardia sotto il comando del capitano Edward Falkingham in servizio di guardia a Portsmouth. Nella primavera del 1726 fu nuovamente messa in servizio nel Baltico e nella primavera del 1727 fu posta in servizio al largo delle coste spagnole.

### Il servizio 1740-1763
Nel giugno 1736 la HMS Prince Frederick fu smantellata a Portsmouth e nuovamente varata l'11 giugno 1740
Con lo scoppio della guerra di successione austriaca (1740-48), nel 1740 la HMS Prince Frederick fu posta sotto il comando del capitano George Clinton in servizio con la flotta di Sir John Norris. Tuttavia, tra la fine dell'estate e l'inizio dell'autunno del 1740, fu posta sotto il comando del capitano Lord Audrey Beauclerk per il servizio nelle Indie occidentali. Salpò il 26 ottobre 1740 come parte della flotta del contrammiraglio Sir Chaloner Ogle scortando 9.000 soldati per l'assedio di Cartagena de Indias. Il 27 dicembre, durante la navigazione verso St Kitt's, sei vascelli inglesi ingaggiarono quattro vascelli francesi. Il Prince Frederick e Orford combatterono insieme all'Weymouth, subendo il Prince Frederick  quattro morti e nove feriti. Le navi britanniche arrivarono in Giamaica il 9 gennaio e furono poste sotto il comando del viceammiraglio Edward Vernon.

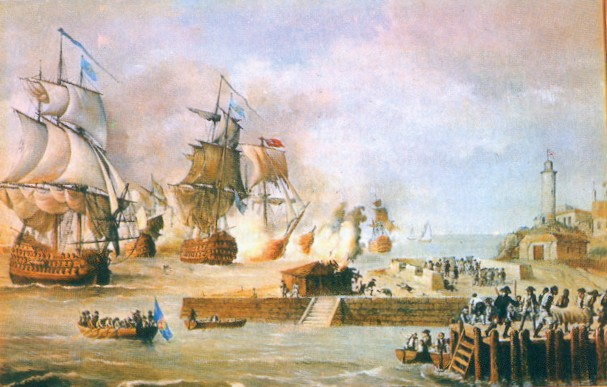
L'assedio di Cartagena de Indias (1741) nel corso del quale il capitano Beauclerk il 24 marzo 1741 cadde in combattimento

La Prince Frederick prese parte all'assedio di Cartagena de Indias (1741) nel corso del quale il capitano Beauclerk cadde in combattimento il 24 marzo, ne assunse il comando il capitano Edward Boscawen.
Nel luglio 1742, sotto il comando del capitano Curtis Barnet, prestò servizio nel Golfo di Biscaglia, finché fu sottoposta a un ammodernamento a Portsmouth tra l'ottobre 1742 e l'aprile 1743. Una volta completata, il capitano Harry Norris ne assunse il comando nel 1744 per il servizio con la flotta di Sir John Norris nel Canale della Manica e nel Golfo di Biscaglia durante il 1745/46. Durante questo periodo catturò le quattro navi corsare: Madonna la Portiere – 9 luglio 1745; Le Jupiter – 20 luglio 1745; La Fortune – 18 febbraio 1746; e L'Intrepide – 5 gennaio 1746. Partecipò alla prima battaglia di Cabo Fisterrae il 3 maggio 1747. Dodici delle quattordici navi da guerra francesi furono catturate e tutte le navi furono incorporate nella Royal Navy.
Sottoposta ad una grande riparazione a Chatham tra il gennaio 1751 e il febbraio 1752, la Prince Frederick fu rimessa in servizio nell'aprile 1755 sotto il comando del capitano Jervis Porter per il servizio con la flotta del contrammiraglio Sir Edward Hawke. Nell'aprile del 1756 fu inviata alla flotta dell'ammiraglio Hawke come rinforzo dopo lo scoppio della Guerra dei Sette Anni (1756-1763). Il 29 gennaio 1758, al comando del capitano Robert Man, salpò per il nord America. Nell'agosto il capitano Robert Routh ne assunse il comando per l'assedio della Fortezza di Louisbourg a Cape Breton. Prese parte alla Battaglia di Québec (1759) sul San Lorenzo in Nuova Francia (Canada). Fu al largo di Brest nel 1761 e al blocco delle strade basche nel 1762, quindi tornò allo squadrone di Robert Man al largo di Brest. Con la fine della Guerra dei Sette Anni, fu ispezionata il 25 aprile 1763 e giudicata in buone condizioni.

## Lazzareto
Tra giugno e luglio 1764 la HMS Prince Frederick fu allestita come lazzaretto temporaneo a Chatham, quindi trasportata a Stangate Creek. Fu venduta il 27 agosto 1784.